# تور پارادیس
تور پارادیس (به انگلیسی: Paradise Tour) دومین تور کنسرت توسط خواننده و ترانه‌نویس آمریکایی، لانا دل ری در حمایت از سومین آلبوم چندآهنگه خود، بهشت بود. این تور در تاریخ ۳ آوریل ۲۰۱۳ در سالن گلکسی مگا در آمنویل فرانسه آغاز شد و در بهار و تابستان ۲۰۱۳ از بسیاری از کشورهای مهم اروپا بازدید کرد. این تور در ۱۸ اکتبر ۲۰۱۴ در لس آنجلس به پایان رسید. به‌طور کلی، این تور بیش از هجده ماه از آوریل ۲۰۱۳ تا اکتبر ۲۰۱۴ به طول انجامید و دل ری از چهار قاره بازدید کرد.

## زمینه
در ۱۲ نوامبر ۲۰۱۲، دل ری سومین آلبوم چندآهنگه خود را با نام بهشت در سراسر جهان منتشر کرد. این آلبوم چندآهنگه به صورت یک ای‌پی مستقل منتشر شد، اما همچنین با آلبوم استودیویی دوم او، زاده‌شده برای مردن که به نام زایشی برای مرگ: نسخه پارادایس نامگذاری شد، دوباره منتشر شد. ای‌پی با فروش هفته اول ۶۷۰۰۰ نسخه با رتبه ۱۰ در بیلبورد ۲۰۰
ایالات متحده آغاز به کار کرد و همچنین در سایر کشورهای اروپایی رتبه‌چای قابل قبولی در جدول‌های فروش کسب کرد. آلبوم همچنین مورد انتقاد بسیاری از منتقدان قرار گرفت، از جمله رولینگ استون که ای‌پی را «مفهومی تیز» خواند و لس آنجلس تایمز اظهار داشت که آلبوم «قوی» است. تاریخ برگزاری یک تور در حمایت از ای‌پی در ۳۱ اکتبر ۲۰۱۲ با آغاز نمایش‌های گسترده در اروپا اعلام شد و بلیط‌ها در ۵ نوامبر ۲۰۱۲ در دسترس قرار گرفتند. به تدریج، دل ری شروع به اضافه کردن تاریخ‌های بیشتری از جمله جشنواره‌ها و نمایش‌های اصلی در بسیاری از کشورهای اروپایی مانند آلمان، سوئد و نروژ کرد. در طی سال ۲۰۱۳، دل ری تاریخ‌های ایالات متحده، ترکیه، برزیل، شیلی و آرژانتین را اعلام کرد. اکثر نمایش‌های اروپایی از آوریل تا مه ۲۰۱۳ توسط کاسیدی، یک گروه اسکاتلندی پشتیبانی می‌شد که توسط دوست پسر وقت دل ری، باری-جیمز اونیل برگزار می‌شد.
این تور بعداً تا سال ۲۰۱۴ تمدید شد، در طول نمایش‌های ۲۰۱۴ دل ری ترانه‌هایی از آلبوم خشونت افراطی اجرا کرد. در طی فوریه و مارس ۲۰۱۴، یک نمایش از نمایش‌های آمریکای شمالی پیرامون حضور دل ری در جشنواره موسیقی و هنر دره کواچلا اعلام شد. در طول ماه‌های بعدی، تاریخ‌های بیشتری از جمله نمایش‌های جشنواره‌های اروپا و آمریکا و نمایش‌های اصلی در مکزیک اعلام شد. تور در طی اکتبر ۲۰۱۴ در گورستان هالیوود فورور در لس آنجلس به پایان رسید.

## فهرست مجموعه
این فهرست مجموعه نمایشی از نمایش در ۳ مه ۲۰۱۳، در تورین، ایتالیا است. این نشان دهنده همه تاریخ‌ها در طول تور نیست.
1. «کولا»
2. «بادی الکتریک»
3. «جین آبی»
4. «زاده‌شده برای مردن»
5. «کارمن»
6. «میلیون دلار من»
7. «بلو ولوت»
8. «امریکن»
9. «بدون تو»
10. «کوبیدن بر در بهشت» (بازخوانی باب دیلن)
11. «جوان و زیبا»
12. «راید»
13. «اندوه تابستانی»
14. «میل آتشین»
15. «بازی‌های ویدئویی»
16. «سرود ملی»